# University Place
University Place is een plaats (city) in de Amerikaanse staat Washington, en valt bestuurlijk gezien onder Pierce County.

## Demografie
Bij de volkstelling in 2000 werd het aantal inwoners vastgesteld op 29.933.
In 2006 is het aantal inwoners door het United States Census Bureau geschat op 30.610, een stijging van 677 (2.3%).

## Geografie
Volgens het United States Census Bureau beslaat de plaats een oppervlakte van
21,9 km², waarvan 21,7 km² land en 0,2 km² water.

## Plaatsen in de nabije omgeving
De onderstaande figuur toont nabijgelegen plaatsen in een straal van 8 km rond University Place.